# کچی‌اورن
کچی‌اورن (به ترکی استانبولی: Keçiören) یک شهر در ترکیه است که در استان آنکارا واقع شده‌است. کچی‌اورن ۸۵۰ متر بالاتر از سطح دریا واقع شده‌است.